# Zale sabena
Zale sabena är en fjärilsart som beskrevs av William Schaus 1901. Zale sabena ingår i släktet Zale och familjen nattflyn. Inga underarter finns listade i Catalogue of Life.